# Курилка (река)
Курилка — река на острове Итуруп в России.
Длина реки — 22 км. Площадь её водосборного бассейна 156 км². Берёт начало с хребта Грозный. Общее направление течения реки с юго-востока на северо-запад. Впадает в Охотское море.

## Данные водного реестра
По данным государственного водного реестра России относится к Амурскому бассейновому округу.
Код водного объекта 20050000312118300010829